# Marc de Hemptinne
Marc de Hemptinne (Ghent, 1902 — 1986) foi um físico belga.
Filho de Alexandre de Hemptinne, professor da Universidade Católica de Louvain. Estudou química na Universidade de Ghent, e obteve o doutorado em ciências em 1926. Marc de Hemptinne foi um pioneiro da espectroscopia molecular. Em 1948 recebeu o Prêmio Francqui de ciências exatas.